# 積雪計

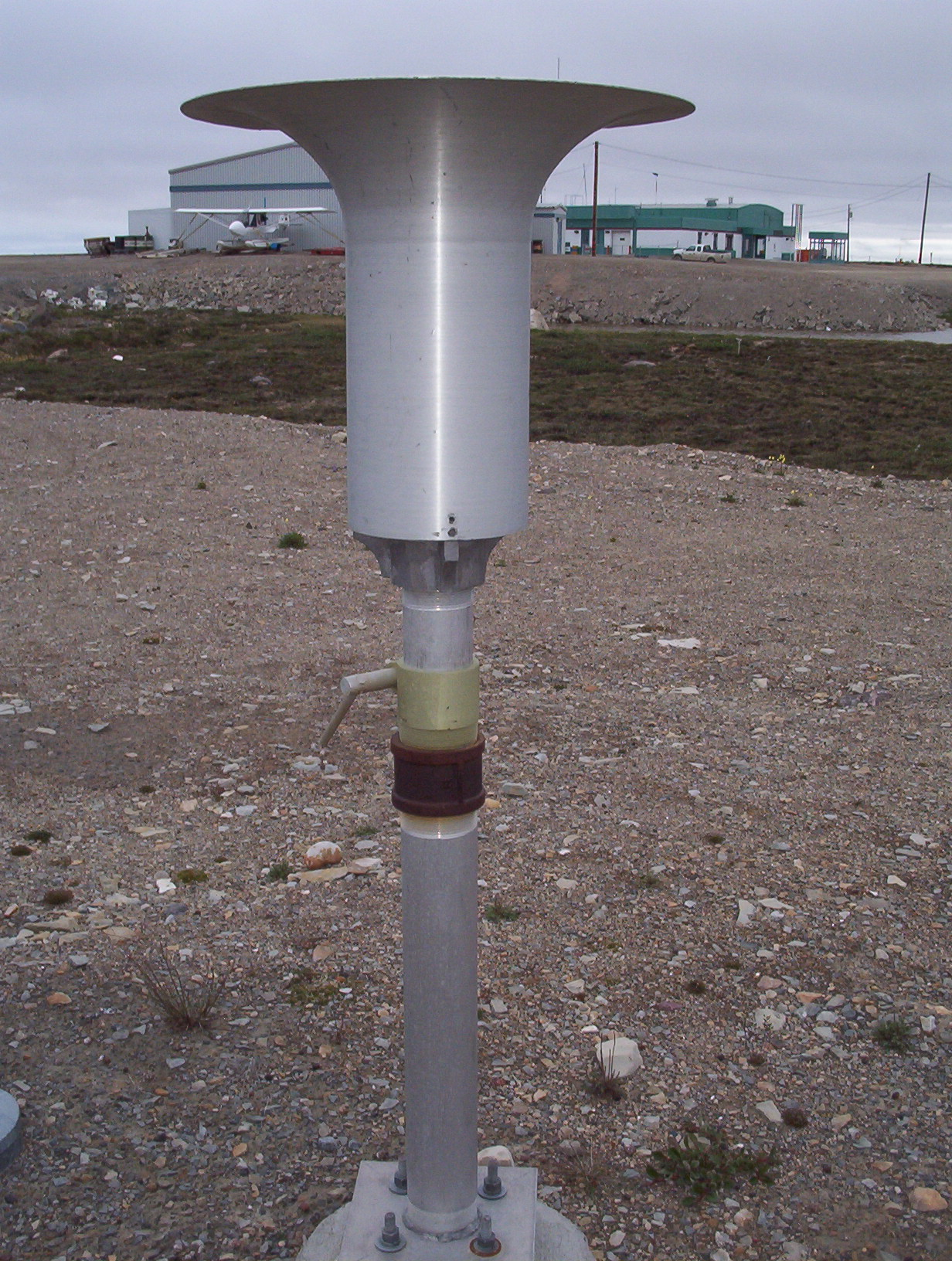
積雪計の一種

積雪計（せきせつけい）は、積雪を計る装置である。構造的には距離計の一種であり、ポール上に設けた測定部と雪面との間の距離を測ることで積雪の深さを求める。測定部にはレーザー又は超音波の送信部及び受信部がある。

## 方式
距離の測定には、雪面にレーザー又は超音波が反射して戻ってくるまでの時間を計る方式と、送受信両部と雪面上の反射点とがなす三角形の高さを算出する方式とがあり、最も精度が高いのは、後者の方式にレーザーを用いた場合だとされる。
レーザー、超音波のどちらによる測定においても、枯葉や霜柱による誤値が発生したり、積雪0センチメートルと積雪なしの判別ができないなどの問題がある。（このようなことが起きた場合、有人の気象台では記録を修正する）。
超音波の場合は、計測センサーを地上高3～5m程度の位置に取り付けることが多いが、強風による反射点の変化や、音速密度の不均一から±3cm程度変動する。
レーザーの場合も、計測センサーを地上高3～5m程度の位置に取り付けた場合、非固体である雪面反射点のずれや、取り付け柱の揺れにより±1cm程度の変動がある。（野鳥の多い場所では、赤いレーザー照射点を鳥が掘り、誤差が生じる場合もある。晴天時などの背景輝度が高い場合、計測出来ない事がある。）
これらから求められた積雪深を毎正時等で差を取り、降雪量として積算すると、無降雪にもかかわらず変動の累積が大きな値になる事があり、注意が必要である。（実際には、無降雪にもかかわらず、日統計上の降雪が十数cmとなる場合がある。）

## 日本の積雪計
日本では、気象業務法およびその下位法令により、公共的な気象観測における積雪の観測手段は「雪量計」と定められており、積雪計のほか、雪尺（実態は物差し）等を用いた観測も認められている。しかし、自動観測の手段としては、事実上、積雪計しか存在しておらず、これを使用する場合は、検定に合格したものを使わなければならない。気象観測用として許容される器差は、積雪100センチ以下において2センチ・積雪100センチ超において積雪の深さの2%である。

## 導入にあたり
超音波式の導入には、地上高数mの場所に取り付ける場合、音速補正用の温度計が必要となる。超音波式は比較的堅牢で寿命部品は少ないが、数cm程度の精度を要求する場合は、変動（ゆらぎ）が大きい事に留意が必要である。
レーザー式の導入には、レーザー光源に時間寿命がある事に留意が必要である。常時観測する様な使い方では5～6年で寿命に達する場合がある。照射間隔（例：1秒間隔や10分置き）等は観測用途による工夫が延命必須となる。なお、レーザー光源はモジュール化されているため、修理には高額が必要となる場合が多く、供給業者の生産中止により修理不能となる場合がある。
気象庁では、積雪の多い場所や一部の気象官署やアメダスに積雪計を設置している。超音波式、レーザー式（光電式）のいずれかが用いられている。